# Sykes (Familienname)
Sykes ist ein englischer Familienname.

## Namensträger
- Abraham Sykes (* 1953), tansanischer Hockeyspieler
- Alex Sykes (* 1974), englischer Fußballspieler
- Albert Sykes (1900–1994), englischer Fußballspieler
- Alfred Geoffrey Sykes (1934–2007), britischer Chemiker
- Arthur Sykes (Fußballspieler, 1888) (1888–1951), englischer Fußballspieler
- Arthur Sykes (Fußballspieler, 1897) (1897–1978), englischer Fußballspieler
- Ashleigh Sykes (* 1991), australische Fußballspielerin
- Brad Sykes, US-amerikanischer Regisseur und Drehbuchautor
- Brittney Sykes (* 1994), US-amerikanische Basketballspielerin
- Bryan Sykes (1947–2020), britischer Professor für Humangenetik an der Universität Oxford
- Charles Jay Sykes (1954), US-amerikanischer Buchautor und Politikkommentator
- Charles Robert Sykes (1875–1950), englischer Bildhauer
- Christopher Sykes, 2. Baronet (1749–1801), britischer Politiker
- Christopher Sykes (Politiker) (1831–1898), britischer Politiker
- Christopher Sykes (Autor) (1907–1986), britischer Autor
- Dan Sykes (* 1984), US-amerikanischer Schauspieler
- Emilia Sykes (* 1986), US-amerikanische Politikerin (Demokratische Partei)
- Eric Sykes (1923–2012), britischer Schauspieler und Komiker
- Eric Anthony Sykes (1883–1945), britischer Major, Erfinder des Fairbairn-Sykes-Commando-Dagger
- Ernest Sykes (1915–1997), englischer Fußballspieler
- Frank Sykes (1927–2017), englischer Rugby-Union-Spieler
- Frederick Sykes (1877–1954), britischer Luftwaffenbefehlshaber und Politiker
- George Sykes (Politiker) (1802–1880), US-amerikanischer Politiker
- George Sykes (General) (1822–1880), US-amerikanischer General im Sezessionskrieg
- George Sykes (Fußballspieler) (* 1994), englischer Fußballspieler
- Gresham M. Sykes (1922–2010), US-amerikanischer Soziologe und Kriminologe
- Greta Sykes (* 1944), deutsch-britische Autorin
- Herbert Sykes (1895–1971), englischer Fußballspieler
- Jack Sykes (1915–1948), englischer Fußballspieler
- James Sykes (Politiker, 1725) (1725–1792), US-amerikanischer Politiker (Delaware)
- James Sykes (Politiker, 1761) (1761–1822), US-amerikanischer Politiker (Delaware)
- Joe Sykes (1898–1974), englischer Fußballspieler und -trainer
- John Sykes (Fußballspieler) (* 1950), englischer Fußballspieler
- John Sykes (Musiker) (1959–2024), britischer Rock-Gitarrist
- Ken Sykes (1926–2008), englischer Fußballspieler
- Lily Sykes (* 1984), britische Theaterregisseurin und Schauspielerin
- Lynn R. Sykes (* 1937), US-amerikanischer Geologe
- Mark Sykes (1879–1919), britischer Schriftsteller, Oberst, konservativer Politiker und Diplomat
- Nathan Sykes (* 1993), britischer Popsänger
- Neil Sykes (* 1974), englischer Fußballspieler
- Norman Sykes (1936–2009), englischer Fußballspieler
- Oliver Sykes (* 1986), britischer Metal-Sänger
- Percy Sykes (1867–1945), britischer Offizier, Asienforscher, Diplomat und Autor
- Peter Sykes (Chemiker) (1923–2003), britischer Chemiker
- Peter Sykes (Regisseur) (1939–2006), australischer Regisseur
- Plum Sykes (Victoria Sykes; * 1969), britische Autorin und It-Girl
- Phil Sykes (Eishockeyspieler) (Phillip Maxwell Sykes; * 1959), kanadischer Eishockeyspieler
- Phil Sykes (Hockeyspieler) (Philip David Sykes; * 1970), US-amerikanischer Feldhockeyspieler
- Richard Sykes (Fußballspieler) (1910–1988), englischer Fußballspieler
- Richard Sykes (Diplomat) (1920–1979), britischer Diplomat
- Richard Sykes (Biochemiker) (* 1942), britischer Biochemiker und Mikrobiologe
- Roosevelt Sykes (1906–1983), US-amerikanischer Blues-Pianist
- Ross Sykes (* 1999), englischer Fußballspieler
- Stephen Sykes (1939–2014), britischer anglikanischer Theologe und Hochschullehrer
- Steven Sykes (* 1984), südafrikanischer Rugby-Union-Spieler
- Tom Sykes (* 1985), britischer Motorradrennfahrer
- Tom Sykes (* 1992), englischer Dartspieler
- Wanda Sykes (* 1964), US-amerikanische Schauspielerin
- William Sykes (Fußballspieler) (fl. 1918–1925), englischer Fußballspieler
- William Henry Sykes (1790–1872), britische Militärperson, Politiker und Ornithologe